# والدمار کژیستک
والدمار کژیستک (لهستانی: Waldemar Krzystek؛ زادهٔ ۲۳ نوامبر ۱۹۵۳) کارگردان فیلم و فیلم‌نامه‌نویس اهل لهستان است.
از فیلم‌های وی می‌توان به ۸۰ میلیون و مسکوی کوچک اشاره نمود.